# ナーゲルリング
ナーゲルリング（Nagelring）は『シズレクのサガ』に登場する剣。
小人のアルベリッヒによって鍛えられた。ディートリヒ・フォン・ベルンに渡され、戦いの中で巨人グリムとその妻ヒルデを屠った。後に、ディートリヒ・フォン・ベルンが剣エッケザックスを入手した時、ナーゲルリングはハイメに渡された。サガの中で、この剣はストーリーの進行に関して特別な重要性を持っている 。